# Хейрономия
Хейрономия, хирономия (от др.-греч. χείρ — рука и νόμος — закон, правило) — условная система жестикуляций, применявшихся в древних музыкальных культурах для управления хором до изобретения дирижёрской палочки.
Хейрономический способ управления музыкальным коллективом использовался в то время, когда ещё не существовало системы нотной записи с точной фиксацией высоты и длительности звуков. Вместо неё использовались условные знаки, с помощью которых дирижёр как бы изображал общий контур мелодии. Движением кисти и пальцев обеих рук он указывал исполнителям темп, ритм, направление мелодии, динамику и агогику. Жесты рук дополнялись движениями головы и мимикой.
Хейрономия возникла задолго до нашей эры на Востоке и практиковалась в древнеегипетской, древнегреческой, раннехристианской, византийской, средневековой западноевропейской и еврейской литургической музыке. С ней связана средневековая система невменной нотации.
Большую роль в хейрономии играла мнемоника, поскольку значение, присваивавшееся отдельным движениям, носило условный характер и требовало запоминания. Кроме того, в этой системе отсутствовала какая-либо унификация: в каждой церкви и в каждом монастыре был свой доместик, по-своему показывавший мелодию. Знаменитый средневековый теоретик музыки Гвидо д'Ареццо впервые предпринял попытку зафиксировать принятые в хейрономии знаки и закрепить за каждым из них определённое, общее для всех значение. Он создал специальную таблицу, ставшую известной под названием «Гвидоновой руки». Она представляла собой изображение ладони, на которой ступени гаммы обозначались четырнадцатью фалангами и суставами левой руки. При дирижировании руководитель хора указывал на них пальцами правой руки; для показа нюансировки существовали отдельные знаки.
Со временем появились и другие хейрономические системы, просуществовавшие вплоть до XVI века, когда хейрономию вытеснило отбивание такта баттутой. В какой-то степени хейрономию можно считать предтечей современного мануального дирижирования, хотя о непосредственном влиянии говорить не приходится из-за слишком большой временной дистанции между двумя системами. Однако и в наши дни хоровые дирижёры могут использовать отдельные хейрономические приёмы.